# Xösäyen Jamaşev
Xösäyen Mingazetdinovič Jamaşev (rusky Хусаин Миндгазетдинович Ямашев; 6. ledna 1882, Kazaň – 13. března 1912 tamtéž) byl tatarský sociální demokrat, revolucionář a spisovatel. V Tatarstánu byl znám jako „První tatarský bolševik“.

## Životopis
Xösäyen Jamaşev se narodil v Kazani v rodině obchodníka. Studoval na prestižních madrasách Märcaniä a Möxämmädiä v letech 1890–1897. V letech 1897 až 1902 pracoval Jamaşev jako učitel. V té době se seznámil s marxismem.
Po dostudování kazaňské pedagogické školy se Jamaşev stal revolucionářem. V roce 1903 vstoupil do Ruské sociálně demokratické dělnické strany, téhož roku přistoupil k bolševické frakci. V roce 1905 se postavil do čela tatarské skupiny v Kazaňském výboru RSDRP.
Během revoluce roku 1905 propagoval Jamaşev ozbrojenou vzpouru a organizoval dělnické marxistické kruhy. V té době začal překládat marxistickou literaturu do tatarštiny. Napsal knihy „Pavouk a let“ a „První krok“, které tiskl ve sklepě jeho revolucionářský přítel Dulat Ali.
V roce 1907 v Orenburgu založil Jamaşev sociálně demokratické noviny „Ural“. Hlavním redaktorem novin byla Jamaševova manželka Xädiçä Jamaşeva. Ten samý rok však byly noviny „Ural“ zakázány a Jamaşev se vrátil do Kazaně.

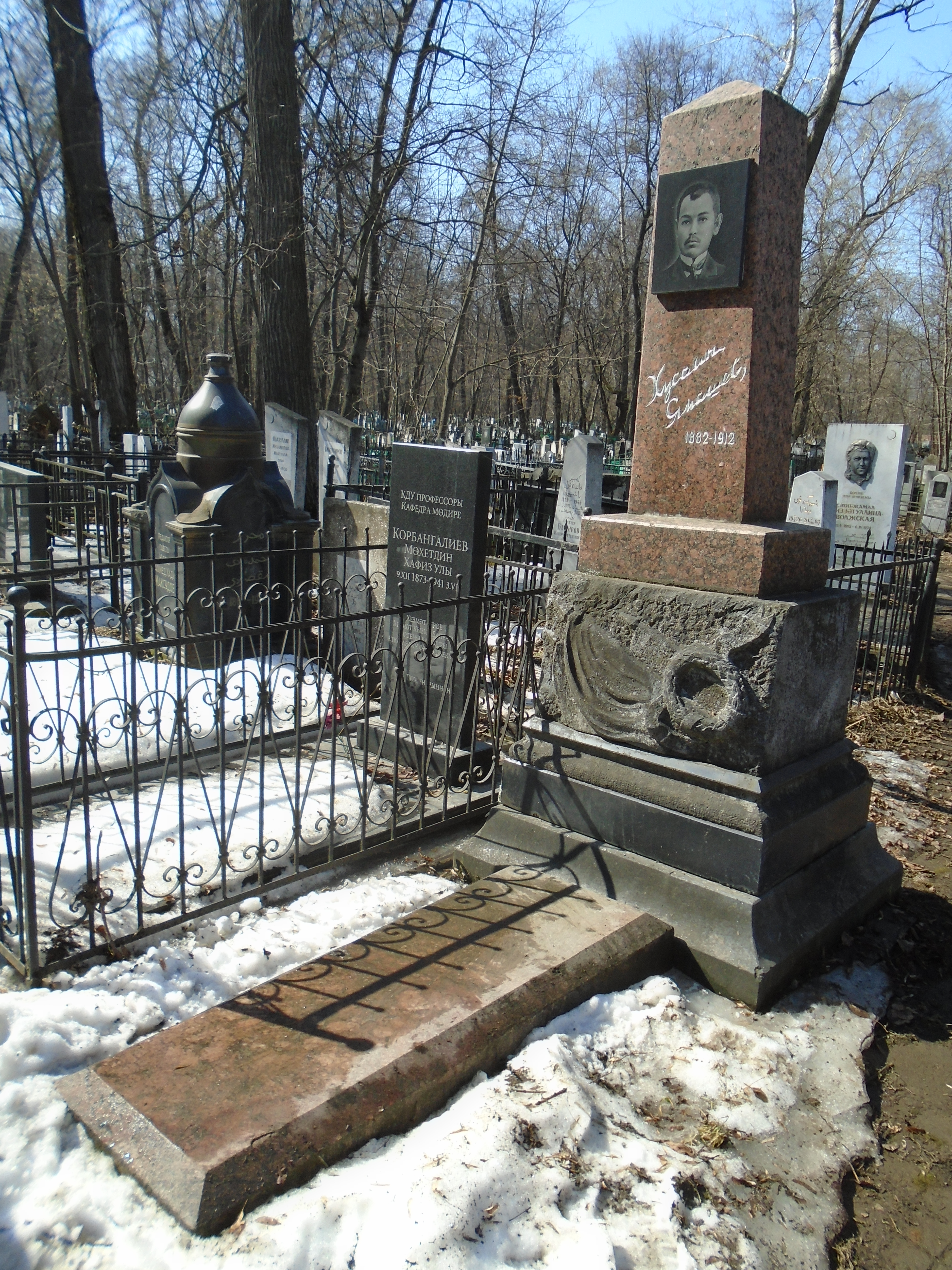
Jamaševův hrob na Tatarském hřbitově v Kazani

Xösäyen Jamaşev zemřel v roce 1912, pět let před bolševickou revolucí. Je pohřben na Yaña-Tatarském hřbitově. V roce 1971 byla založena Cena Xösäyena Jamaşeva, která je udělována novinářům v Tatarstánu.